# Herbert Stepic
Herbert Stepic (* 31. Dezember 1946 in Wien) ist ein österreichischer Bankmanager und ehemaliger, langjähriger Vorstandsvorsitzender (CEO) der Raiffeisen International bzw. deren Nachfolgeorganisation Raiffeisen Bank International.

## Karriere
Herbert Stepic absolvierte nach bestandener Matura in der De La Salle Schule Strebersdorf in Wien ein Studium in Handelswissenschaften und promovierte zum Doktor der Handelswissenschaften. Nach einem Jahr in der Privatindustrie trat er 1973 in die Raiffeisen Zentralbank Österreich AG (damals Genossenschaftliche Zentralbank, GZB) ein, wo er den damaligen Bereich Außenhandelsservice aufbaute. 1978 übernahm er in der RZB das Länderreferat und begann mit dem Aufbau eines internationalen Netzwerks von Korrespondenzbanken. 1986 wurde er Direktor der RZB, 1987 Mitglied RZB-Vorstandes, zuständig für das Auslandsgeschäft. 1989 fiel der Eiserne Vorhang; Österreich konnte seine traditionellen Verbindungen in viele Länder des – nun ehemaligen – Ostblocks stärker bzw. freier als zuvor nutzen.
Ab 1995 war er stellvertretender Generaldirektor der RZB, seit 2001 zudem Vorstandschef der Raiffeisen International (RI), in der alle osteuropäischen Netzwerkbanken und Finanzfirmen zusammengefasst waren. Anlässlich der Fusion der Hauptgeschäftsfelder der Raiffeisen Zentralbank Österreich AG mit der Raiffeisen International im Oktober 2010 wurde er Vorstandsvorsitzender der damals neu entstandenen Raiffeisen Bank International.
Am 24. Mai 2013 stellte Stepic seine Funktion als Vorstandsvorsitzender zur Verfügung; kurz zuvor war er im Rahmen der Offshore-Leaks als wirtschaftlich Berechtigter von zwei auf den britischen Jungferninseln und in Hongkong registrierten Firmen bekannt worden. Diese Gesellschaften wurden zum rechtmäßigen Kauf dreier Wohnungen in Singapur genutzt. Laut seiner Selbstanzeige von Mai 2013 beim Finanzamt soll er außerdem Erträge aus Immobilien in Osteuropa nicht versteuert haben, die er über maltesische und ukrainische Holdings sowie eine liechtensteinische Stiftung hielt. Auch Konten und Depots in der Schweiz sollen nicht versteuert worden sein. Die Nichtversteuerung soll irrtümlich erfolgt sein.
Diesbezügliche Ermittlungen wurden von Staatsanwaltschaft und Finanz im Juli 2016 eingestellt. Stepic hat zirka 500.000 Euro Steuern nachgezahlt.
Sein Nachfolger ist Karl Sevelda.
Er ist Mitglied der katholischen Studentenverbindung K.Ö.H.V. Amelungia Wien im ÖCV.
Herbert Stepic sammelt afrikanische Kunst, 2011 widmete das Bank Austria Kunstforum Wien den Werken seiner Sammlung eine eigene Ausstellung.

## Auszeichnungen
Im Jahre 2005 erhielt Stepic von der Wirtschaftsuniversität Wien die Auszeichnung WU-Manager des Jahres.
Nach dem positiv verlaufenen Börsengang der Raiffeisen International kürte ihn das österreichische Wirtschaftsmagazin trend zum Mann des Jahres.
Weiters erhielt Stepic die Auszeichnung European Banker of the Year 2006. Das Organisationsbüro der Group of 20+1 – eine Vereinigung führender internationaler Finanzjournalisten – teilte mit, dass Stepic als erster österreichischer Banker diese Auszeichnung erhielt.
In der Begründung für die Auszeichnung hieß es, dass Stepic „seit 1986 die Osteuropa-Strategie der Raiffeisen International formuliert und umgesetzt“ habe.
Die RI zähle zu einer der drei größten westlich dominierten Bankengruppen in Osteuropa; in puncto Diversifikation könne ihr nur die UniCredit das Wasser reichen, so die Jury.
Zudem sei das Institut die größte westliche Bank in Russland und den ehemaligen GUS-Staaten. Mit einer durchschnittlichen Wachstumsrate von 40 % p. a. bei Betriebserträgen, Vorsteuergewinn und Bilanzsumme über die vergangenen 10 Jahre gehöre die RI zu den am stärksten wachsenden Bankengruppen weltweit.
Der Award European Banker of the Year wird seit 1994 jährlich von führenden Wirtschafts- und Finanzjournalisten verliehen.
Am 14. Juni 2007 wurde Stepic zum European Manager of the Year 2007 gekürt. Den Preis vergeben jährlich die Chefredakteure der EBP (European Business Press).
Vor dem „Ostpionier“ der österreichischen Raiffeisengruppe wurde bereits Managern wie Ingvar Kamprad (Ikea), Jorma Ollila (Nokia) oder Bernd Pischetsrieder (damals BMW) diese Auszeichnung zuteil. Dem EBP gehören unter anderem die Financial Times, das Wall Street Journal Europe, das Handelsblatt, Les Échos oder Milano Finanza und aus Österreich das Magazin trend an.

## Ehrenzeichen (Auszug)
- Großes Silbernes Ehrenzeichen für Verdienste um die Republik Österreich (2001)[10]
- Komtur des Verdienstordens der Republik Polen (2005)[11]
- Silbernes Komturkreuz des Ehrenzeichens für Verdienste um das Bundesland Niederösterreich (2006)
- Silbernes Ehrenzeichen des Landes Oberösterreich (2007)
- Orden der Völkerfreundschaft (Belarus) (2007)[12]
- Großes Goldenes Ehrenzeichen für Verdienste um die Republik Österreich (2011)[10]